# Граничний опір гірничого кріплення
Грани́чний о́пір гірничого крі́плення (Гранична тримкість гірничого кріплення), (рос. предельное сопротивление крепи (предельная несущая способность), англ. limiting support resistance) — спроможність тримання кріплення при найбільшому навантаженні, перевищення якої призведе до руйнування кріплення. При гідравлічних стояках — максимальний опір при спрацьовуванні запобіжного клапана.